# Pectinodrilus disparatus
Pectinodrilus disparatus är en ringmaskart som beskrevs av Erséus 1992. Pectinodrilus disparatus ingår i släktet Pectinodrilus och familjen glattmaskar. Inga underarter finns listade i Catalogue of Life.